# Баржувил
Баржувил (фр. Barjouville) насеље је и општина у централној Француској у региону Центар (регион), у департману Ер и Лоар која припада префектури Шартр.
По подацима из 2011. године у општини је живело 1639 становника, а густина насељености је износила 399,76 становника/km². Општина се простире на површини од 4,1 km². Налази се на средњој надморској висини од 130 метара (максималној 157 m, а минималној 126 m).

## Демографија
| 1962. | 1968. | 1975. | 1982. | 1990. | 1999. | 2011. |
| ----- | ----- | ----- | ----- | ----- | ----- | ----- |
| 240   | 354   | 697   | 975   | 1.306 | 1.393 | 1.639 |

График промене броја становника у току последњих година